# Адріан фон Фелькерзам
Барон Адріан «Арік» Армінович фон Фелькерзам (Фьолькерзам) (нім. Adrian «Arik» Freiherr von Fölkersam, рос. Адриан Арминович фон Фёлькерзам; 20 грудня 1914, Санкт-Петербург — 21 січня 1945, Гоензальц) — німецький розвідник-диверсант; штурмбанфюрер СС (1945, посмертно). Кавалер Лицарського хреста Залізного хреста.

## Біографія
Виходець із давнього балтійського роду. Закінчив класичну гімназію в Ризі в 1933 році. У 1934 році вивчав в Мюнхені, Кенігсберзі і Відні національну економіку. У 1935 році повернувся до Латвії і був покликаний на військову службу. Симпатизував націонал-соціалістичного руху, в Кенігсберзі був членом штурмових загонів. Служив в чині єфрейтора в 9-му полку в Розіттені. До березня 1940 року проживав в Ризі, потім переїхав до Німеччини. Як референт по східним країнам служив в Головному управлінні імперської безпеки (Берлін) в чині штурмфюрера СС; фахівець з економічних та політичних питань Росії.
З травня 1940 року в полку особливого призначення «Бранденбург-800». У званні лейтенанта командував ударною «Балтійської ротою», складену з російськомовних фольксдойче, литовців, а також російських білоемігрантом. Влітку 1942 року відзначився під час так званого «Майкопського рейду». Діючи під ім'ям майора Трухіна, Фелькерзам на чолі групи російськомовних диверсантів, одягнених в радянську форму, проник в Майкоп і зумів дезорганізувати оборону міста, полегшивши частинам Вермахту захоплення Майкопа і прилеглих нафтопромислів.
У 1944 році переведений у винищувальні з'єднання СС, начальником штабу, одночасно керував Винищувальним з'єднанням «Схід». Під командуванням Отто Скорцені координував діяльність німецьких диверсійних частин на Східному фронті. Особистий друг, найближчий помічник і заступник Скорцені. Брав участь у всіх основних диверсійних операціях, проведених останнім. Розробляв плани викрадення маршала Петена і вбивства маршала Тіто, однак ці операції так і не були здійснені. Разом зі Скорцені брав участь у викраденні сина регента Угорщини Міклоша Горті-молодшого (операція «Панцерфауст») і в подальшому усунення Горті-старшого від влади.
Під час Арденнської операції в складі «бойової групи X» з 150-ї танкової бригади брав участь в диверсійній операції «Гриф» з 16 по 21 грудня 1944 року, під час якої був поранений.
Вбитий 21 січня 1945 при виході з казарми при обороні Гоензальца.

## Родина
Виходець із давнього роду балтійських баронів. Син мистецтвознавця Арміна фон Фелькерзама, правнук Ліфляндської губернії Єгора фон Фелькерзама.
Брат Адріана фон Фелькерзама, який служив в полку спеціального призначення «Бранденбург-800», був узятий в полон радянськими військами.

## Нагороди
- Залізний хрест 2-го і 1-го класу
- Нагрудний знак «За поранення» в сріблі
- Штурмовий піхотний знак в сріблі
- Медаль «За зимову кампанію на Сході 1941/42»
- Лицарський хрест Залізного хреста (14 вересня 1942)
- Почесна застібка на орденську стрічку для Сухопутних військ (5 лютого 1945; посмертно)